# Księga przypadków Sherlocka Holmesa
Księga przypadków Sherlocka Holmesa (w tomie Księga przypadków Sherlocka Holmesa) lub Kroniki Sherlocka Holmesa (w tłumaczeniu Adama Brandta) lub Sprawy Sherlocka Holmesa (w tłumaczeniu Ewy Łozińskiej-Małkiewicz) (ang. The Case-Book of Sherlock Holmes) – zbiór 12 opowiadań o Sherlocku Holmesie autorstwa Arthura Conana Doyle’a, ilustrowanych przez Sidneya Pageta. Pierwsze wydanie ukazało się w czerwcu 1927 roku, w liczbie ponad 15 tys. egzemplarzy.

## Lista opowiadań
Kolejność w nowych wydaniach inna od oryginalnej.
- Znamienity klient (ang. The Adventure of the Illustrious Client, listopad 1924)
- Żołnierz o bladym obliczu (ang. The Adventure of the Blanched Soldier, październik 1926)
- Klejnot z kolekcji kardynała Mazariniego (ang. The Adventure of the Mazarin Stone, październik 1921)
- Dom pod trzema daszkami lub Tragiczny Romans (ang. The Adventure of the Three Gables, wrzesień 1926)
- Wampirzyca z hrabstwa Sussex (ang. The Adventure of the Sussex Vampire, styczeń 1924)
- O trzech panach Garrideb (ang. The Adventure of the Three Garridebs, październik 1924)
- Niezwykłe wydarzenia na moście Thor, znane także jako Zabójstwo przy moście (ang. The Problem of Thor Bridge, marzec 1922)
- Ofiara miłości, znane także jako Przypadek szalonego profesora (ang. The Adventure of the Creeping Man, marzec 1923)
- Lwia grzywa (ang. The Adventure of the Lion’s Mane, listopad 1926)
- Lokatorka w woalce lub Tajemnicza lokatorka (ang. The Adventure of the Veiled Lodger, styczeń 1927)
- Stary dwór Shoscombe, znane także jako Psy się nie mylą (ang. The Adventure of Shoscombe Old Place, marzec 1927)
- Emerytowany sprzedawca farb (ang. The Adventure of the Retired Colourman, grudzień 1926)

W poszczególnych polskich wydaniach tom opowiadań niekiedy różni się nieco zawartością.

## Liniki
- The Adventure of the Mazarin Stone
- The Problem of Thor Bridge
- Księga przypadków Sherlocka Holmesa polski przekład. holmes.cba.pl. [zarchiwizowane z tego adresu (2016-09-11)].